# Бои на Северном Кавказе (ноябрь 1918 — февраль 1919)
Бои на Северном Кавказе (ноябрь 1918 — февраль 1919) — боевые действия между частями Добровольческой армии (затем ВСЮР) и советскими 11-й и 12-й армиями по окончании Второго Кубанского похода. Закончились полным разгромом красных войск и установлением власти ВСЮР в восточной части Северного Кавказа.

## Положение и силы сторон

### Белые
Сразу же вслед за взятием Ставрополя Деникин реорганизовал структуру армии, развернув дивизии в корпуса. Генерал П. Н. Врангель стал командиром 1-го конного корпуса (6 200 штыков и шашек, 20 орудий), в который, кроме 1-й конной дивизии, командиром которой стал С. М. Топорков, вошла 2-я Кубанская дивизия С. Г. Улагая, сводная конная бригада генерала Чайковского и 3-я пластунская бригада генерала Ходкевича. 1-й армейский корпус Б. И. Казановича (6 800 штыков и шашек, 21 орудие) состоял из 1-й дивизии генерала А. П. Колосовского и 1-й Кубанской дивизии генерала В. Л. Покровского. Корпусу предстояло действовать в гористой местности к югу от железной дороги Ставрополь — Петровское, 1-му конному — к северу, в более равнинной.
3-й корпус В. П. Ляхова (10 тыс. штыков и шашек, 30 орудий, 4 бронепоезда) занимал фронт по обе стороны Владикавказской железной дороги против станции Курсавки, а правым флангом подходил на переход к железной дороге Кисловодск — Минеральные Воды. В состав корпуса входили 1-я (Я. А. Слащева) и 2-я (А. А. Геймана) пластунские бригады, 1-я Кавказская казачья дивизия А. Г. Шкуро, Черкесская дивизия Султана Клыч-Гирея, Терский отряд и Баталпашинские ополчения. Корпус был недавно сформирован и в основном состоял из ополченцев.
1-й корпус стоял у Сергиевки, выдвинув передовые части против Медведского и Александровского. Левее, в районе Петровского действовал 1-й конный корпус. Ещё левее, в степях к югу от Маныча в районе Большой и Малой Джалги, Винодельного и Предтеча оперировал отряд генерала С. Л. Станкевича (2-3 тысячи, 4 орудия).
Всего в Кавказской группе Добровольческой армии было 25 тыс. человек при 75 орудиях.

### Красные
После поражения под Ставрополем красные отступали по двум главным направлениям: Таманская группа — на северо-восток, к селу Петровскому, а группа Гудкова (7-я и 10-я колонны) — на восток к Бешпагиру и Спицевке. 20 ноября в расположение Таманской армии прибыл новый главком войск Северного Кавказа И. Ф. Федько, который распорядился переформировать все войска Ставропольского участка в 4 пехотных и 1 кавалерийский корпус. Таманская армия включалась в состав 11-й, объединяя образованные корпуса. Обе Таманские пехотные дивизии и артбригада вошли в состав 1-го Таманского пехотного корпуса. В тот же день краевой исполком Совета рабочих и крестьянских депутатов, созданный взамен ЦИКа Северокавказской республики, наградил Таманскую армию «Красным Знаменем». Штаб армии перешёл в Петровское, затем в Александрию.
Силы красных располагались полудугой на фронте Заветное — Петровское — Ремонтное — Приютное — Сухая Буйвола — Дубовый — Курсавка — Воровсколесская — Кисловодск — Нальчик. Тылом 11-я армия упиралась в безводную Прикаспийскую степь, где не было оборудованных сообщений и складов с припасами. С основной базой — Астраханью, связь поддерживалась военной дорогой протяжением в 400 км, проходившей сначала параллельно фронту армии через Георгиевск — Святой Крест — Яшкуль и далее на Астрахань. Регулярного снабжения по этой трассе наладить не удалось.
Малочисленная 12-я армия (7 тыс. штыков и 2 тыс. сабель) занимала после подавления Терского восстания фронт от Грозного через Кизляр до станции Теречное на Каспийском море в направлении на Петровск-Порт.
Владикавказ с прилегающим районом был занят небольшими отрядами и ингушскими войсками, будучи связующим звеном между 11-й и 12-й армиями.
Отступив в район Петровского, красные объявили на незанятой ещё Деникиным части Ставропольской губернии мобилизацию всех мужчин до 40 лет, что позволило довести численность армии до 70 тыс. человек.

## Бои на востоке Ставропольской губернии

### Бои за Петровское
Перед Врангелем была поставлена задача разгромить Таманскую группу и овладеть железнодорожным узлом Петровское. 21 ноября одновременной атакой 1-й конной дивизии с юга и 2-й кубанской дивизии с запада добровольцы овладели Тугулуком и Казинкой. Разбитый неприятель бежал на Константиновку и Кугульту, оставив большое количество пленных и военной добычи. 23 ноября, преодолев отчаянное сопротивление красных, части корпуса овладели Константиновкой и Благодатным. 24 ноября после ожесточенного боя Врангель захватил Петровское.
На следующий день красные контратаковали и выбили Врангеля из Петровского. Только после четырёх дней тяжелых боев войскам Добровольческой армии удалось прорвать фронт красных, которые пытались уйти за Калаус. Значительное число красных было изрублено, многие потонули в реке, части корпуса 28 ноября вновь овладели Петровским и в последующие дни закрепились на высотах к северу и востоку от села.
К 1 декабря части Таманской армии, усиленные мобилизованными и боеприпасами, заняли позиции на рубеже Дивное — Большая Джалга — Сухая Буйвола — Высоцкое — Калиновское — Александровское. Участок Нагуты — Курсавка — Кисловодск занимала 9-я колонна Пронникова.

### Бои у Бешпагира
Между тем Казанович, встречая упорное сопротивление, продвигался медленно и к 24 ноября подошёл лишь к селу Спицевка, которое противник продолжал прочно удерживать. В течение девяти дней 1-й армейский корпус безуспешно атаковал в районе Бешпагира группу Гудкова. Врангель решил использовать выдвинутое положение своих частей и помочь Казановичу. 4 декабря, оставив заслоном на фронте Донская Балка — Петровское — Николина Балка 2-ю кубанскую дивизию, ночным маршем двинул 1-ю конную дивизию и сводную бригаду под общим начальством Топоркова на юг, и на рассвете 5-го ударил у Спицевки в тыл красным. Противник был разбит наголову, оставив 2 000 пленными, 40 пулемётов, 7 орудий и огромный обоз.
1-й армейский корпус к вечеру 5 декабря вышел к реке Калаус. Группа Гудкова была смята одновременной атакой с фронта 1-й дивизией, а с юга — кубанцами Науменко, обошедшими большевиков долиной реки Горькой. Потеряв более трех тысяч пленными и бросая орудия, красные бежали на восток. Казанович преследовал их за Калаус на расстояние двух переходов и только к 7 декабря был ими остановлен на линии села Медведского.

### Разгром таманцев у Петровского
Утром того же дня таманцы вновь перешли в наступление у Петровского, но были контратакованы Топорковым, отброшены за Калаус, прижаты к скалистому гребню у Донской Балки и наголову разбиты. Было взято 1 500 пленных, 30 пулемётов и батарея. В ходе преследования в течение четырёх дней было взято 3 500 пленных, 70 пулемётов, 11 пушек и большое число обозов.
Деникин телеграммой поздравил Врангеля с успехом и произвел его в генерал-лейтенанты. Врангель, в свою очередь, представил к повышению Топоркова, Улагая и Науменко.

### Наступление Ставропольской группы
Тем временем в начале декабря Ставропольская группа красных перешла на севере губернии в наступление против донцов и частей Станкевича, отбросив последнего почти до железнодорожной линии Торговая — Великокняжеская, и создав угрозу железной дороге Торговая — Екатеринодар.

## Новая реорганизация советских войск
После неудач в боях у Петровского И. Ф. Федько был заменен во главе 11-й армии немцем В. М. Крузе. В ноябре армия усилилась частями, освободившимися после подавления Терского восстания, в том числе Терской дивизией и Кабардинской бригадой.
В начале декабря 11-я армия располагалась четырьмя группами:
1. Манычская группа (ставропольские дивизии) — 15 тысяч, против генерала Станкевича, между Манычем и селом Овощи и к востоку от Петровского.
2. Благодарненская группа (таманские дивизии) — 10 тысяч, против правого фланга Врангеля и левого — Казановича, впереди Благодарного.
3. Александровская группа (бывшая Гудкова) — 10 тысяч, против правого фланга Казановича, впереди села Александровского.
4. Терская группа — до 25 тысяч, против Ляхова, от Курсавки до Кисловодска.
8 декабря был образован Каспийско-Кавказский фронт (на территории Нижней Волги, северного и западного побережья Каспийского моря и Северного Кавказа) в составе 11-й и 12-й армий и Астрахано-Каспийской флотилии. По указанию В. И. Ленина к декабрю 1918 в Астрахани были созданы значительные запасы патронов (около 11 млн штук) и снарядов (до 21 тыс. штук). Однако, находясь в Астрахани, командование фронта не знало действительного состояния 11-й армии, а также войск Деникина, а потому отдавало заведомо невыполнимые распоряжения, вроде наступления на Армавир и Тихорецкую.
Общее количество своих сил командующий фронтом М. С. Свечников определял в 150 000 бойцов, из них на фронте — до 60 000 при 80—100 орудиях, в обозах, тыловых гарнизонах и на военных дорогах — до 30 000, больных и раненых — 40 000 и, наконец, дезертиров до 20 000.
Корпусная организация не соответствовала принятой в Красной армии, а потому 1 декабря поступила директива за № 1084 о реорганизации. В 1918 — январе 1919 все войска 11-й армии были сведены в дивизии трехбригадного состава по три пехотных полка трехбатальонного состава в каждой бригаде. Кавалерия сводилась в полки четырёхэскадронного состава; каждой пехотной дивизии придавался один полк.
Задача осложнялась тем, что в состав армии «входило 60 пехотных полков, 44 отдельных пехотных дружины и батальона, 35 отдельных стрелковых рот и пулеметных команд, 17 кавалерийских полков, 22 отдельных эскадрона и сотен, 38 батарей, 9 бронепоездов, не считая отдельных технических и инженерных подразделений».
- 2-й Ставропольский корпус (20 тыс. чел., ком. А. Г. Топунов, комиссар В. И. Берлов), расположенный в районе Дивное — Митрофановское, сводился в 4-ю стрелковую дивизию и подчиненную ей в оперативном отношении 1-ю кавдивизию[18].
- Таманская армия (1-й, 3-й и 4-й пехотные корпуса, 26 тыс. чел., ком. М. В. Смирнов) и 1-й кавалерийский корпус (3 тыс. чел., ком. Г. А. Кочергин), занимавшие фронт от Петровского до хутора Дубовый, сводились в 3-ю стрелковую Таманскую дивизию и подчиненную ей кавдивизию[18].
- 9-я колонна и войска Невинномысского участка (12 тыс. чел., ком. Пронников), действовавшие на линии железной дороги в районе Минводы — Курсавка, сводились во 2-ю стрелковую дивизию, в состав которой входила кавбригада И. А. Кочубея и ещё несколько конных отрядов[19].
- 1-я Ударная Шариатская колонна (17 тыс. чел., ком. Г. И. Мироненко), сосредоточенная в районе Гергиевск — Минводы, сводилась в 1-ю стрелковую дивизию. При ней была сформирована 1-я Кубано-Терская кавбригада под командованием Мозгового. Эти части должны были нанести главный удар в направлении Баталпашинск — Невинномысская[19].
- 11 запасных полков сводились в резервную бригаду четырёхполкового состава, из расчета один полк (тысяча чел.) на каждую дивизию. Недостатки этой, уже третьей по счету, реорганизации были в том, что части переформировывались, не выходя из боя, а кавалерия была рассредоточена по всему фронту и ставилась в подчинение пехоте[19].

Общий состав 11-й армии на 15 декабря исчислялся в 90 тыс. чел., из них две трети активных бойцов; таким образом, с октября численность войск уменьшилась на 34 тыс. чел.
По распоряжению РВС 11-й армии 13 декабря соединённые войска Ставропольского фронта были переименованы в войска Северного фронта, а штаб Советско-Таманской армии — в штаб Северного фронта 11-й армии.
В середине декабря был создан Совет обороны Северного Кавказа во главе с Г. К. Орджоникидзе.

## Декабрьское наступление белых
7 декабря Деникин поставил перед войсками ближайшую задачу. Отряд Станкевича был подчинен Врангелю с заданием разбить Ставропольскую группу красных, отбросить её за реку Калаус и прикрыть Торговую. Казанович наступлением на Благодарное должен был обеспечить Врангеля с фланга. Ляхову было предписано наступать на фронте Кисловодск — Минеральные воды для овладения Минераловодской группой.
Следствием этой директивы стали тяжелые бои, продолжавшиеся с переменным успехом с 8 декабря по 2 января.

### Наступление Врангеля
Выполняя директиву Деникина, Врангель перешёл в наступление на севере против 4-й стрелковой дивизии красных, выставив заслон в южном направлении, против Благодарненской группы противника. Двигаясь обоими берегами реки Калаус, 1-й конный корпус 9—14 декабря разбил большевиков у Николиной Балки, Предтечи и Винодельного. Под угрозой быть прижатыми к болотистому Манычу красные начали поспешный отход на восток. Генерал Станкевич также перешёл в наступление. К 14 декабря, выполнив задачу очищения северного района, войска Врангеля заняли широкий фронт Петровское — Винодельное — Кистинское. Сам он, полагая, что разбитый противник в ближайшее время активных действий не предпримет, временно сдал командование Улагаю и уехал в Екатеринодар. 18 декабря красные вновь атаковали на фронте Кистинское — Дербетовское, но были отброшены.

### Действия Казановича
Наступление 1-го армейского корпуса против Благодарненской группы, начавшееся 15 декабря на фронте Александровское — Донская Балка, продвигалось медленно, так как в центре против Казановича стояла Таманская группа, самая сильная у большевиков. Преодолев упорное сопротивление таманцев, белые заняли Сухую Буйволу, Высоцкое и Калиновское, но дальше продвинуться не смогли, и только на правом фланге 1-я дивизия Колосовского добилась значительного успеха, разбив 19 декабря у Александровского две бригады противника и овладев большими селами Александровским и Круглолесским.

### Бои на Минераловодском направлении
На Минераловодском направлении войска Ляхова столкнулись с попытками встречного наступления красных. Ещё 28 ноября РВС Каспийско-Кавказского отдела Южного фронта приказал начать наступление главными силами 11-й армии вдоль Владикавказской железной дороги в направлении Армавир — Кавказская. Войска, ещё не пришедшие в себя после поражения под Ставрополем, были не в состоянии выполнить это распоряжение в полном объёме, но, тем не менее, части, стянутые в район Курсавки, в первых числах декабря начали продвижение в направлении Невинномысской. В результате в течение месяца в этом районе шли непрерывные встречные бои в условиях гололедицы, сильных морозов и снежных буранов, а станицы Боргустанская, Суворовская, Воровсколесская и станция Курсавка несколько раз переходили из рук в руки.
11 декабря Ляхов занял Барсуки; 12—15-го шли упорные бои за станцию Курсавка, в которой со стороны красных участвовали пять бронепоездов. Бригада Кочубея атаковала Воровсколесскую, и в ходе ожесточенных боев станица несколько раз переходила из рук в руки. Дивизия Шкуро пыталась продвинуться в тыл Кочубею то с одной, то с другой стороны полотна, но была несколько раз отброшена пехотой Невинномысского участка. К 16 декабря частям Шкуро удалось выйти на фронт севернее Курсавки, которую взяли 27-го после жаркого боя, атакой пластунов при поддержке бронепоездов, с одновременным ударом в тыл дивизией Шкуро.
14—15 декабря отряд белых из 400 сабель внезапно атаковал Кисловодск, но был отбит частями Кисловодской группы, и отступил к Баталпашинску.
В целом декабрьское наступление было для белых малоудачным и привело к большим потерям, особенно в корпусе Казановича, части которого совершили тяжелый поход по предгорьям.

## Наступление 11-й армии

### Подготовка и общий план
Главное командование РККА 19 декабря поставило перед Каспийско-Кавказским фронтом задачу: развить наступление на Тихорецком и Владикавказском направлениях, окончательно закрепить за собой Кизлярский район, после чего наступать на Петровск-Порт и Темир-Хан-Шуру, вступив в соглашение с горскими племенами. На практике только 11-я армия смогла перейти в наступление.
Подготовка к операции продолжалась всю вторую половину декабря. Реорганизованные части 11-й армии, пополнившись мобилизованными и подкреплениями, пришедшими из Астрахани и с Терека, и достигнув числа в 88 000 бойцов, развернулись на фронте Дивное — Предтеча — Калиновское — Крухта — Султанское — Курсавка — Воровсколесская — Кисловодск — Нальчик, общим протяжением 250 км.
Для удобства управления приказом от 25 декабря фронт был разделен на два боевых участка. Правым (3-я Таманская и 4-я дивизии) командовал Е. И. Ригельман, начштаба И. П. Гудков. Штаб находился в Сотниковском. Левым (1-я и 2-я дивизии) командовал Г. И. Мироненко. Штаб находился в Минеральных Водах.
Командование армии предполагало нанести главный удар левым флангом, чтобы, заняв Баталпашинск, Невинномысскую и Темнолесскую, перерезать железную дорогу Ставрополь — Армавир, рассечь фронт добровольцев и попытаться окружить и уничтожить их основные силы в районе Ставрополя.
27—30 декабря началось решительное наступление красных по всему фронту от Кавказских гор до Маныча, и вскоре положение Добровольческой армии оказалось близким к катастрофе. На левом фланге они были, хотя и с трудом, сдержаны корпусом Врангеля. Однако на Невинномысском и особенно на Ставропольском направлениях, где наносился главный удар, красные, используя подавляющее численное превосходство, нанесли тяжелые поражения корпусам Ляхова и Казановича.

### Центр
Казанович во второй половине декабря все усилия направил для фронтального прорыва в направлении на Медведское, которое атаковал и взял 28-го числа. В тот же день таманцы атаковали на левом участке и отбили Александровское, занятое белыми 22-го. Через два дня таманцы большими силами перешли в контрнаступление со стороны Благодарного, и 1-й армейский корпус (6 тыс. чел.), понеся громадные потери в сражении 30—31 декабря, был отброшен к реке Калаус. К полудню 2 января таманцы заняли Высоцкое и Калиновское, взяв 200 пленных, 5 орудий, 8 пулемётов и обоз противника. По донесению Казановича, его части, в случае продолжения наступления противника, были не в состоянии долгое время оказывать сопротивление. Могла возникнуть угроза Ставрополю.
Резервов в тылу не было, кроме пополнявшегося в Екатеринодаре Корниловского ударного полка, что для такого фронта являлось совершенно недостаточным. Особенно безвыходным казалось положение 2—3 января, когда корпус Казановича, отошедший в районе села Сергиевского на реку Калаус, насчитывал в своем составе всего около 600 штыков (два полка — Марковский и Кубанский стрелковый) и 800—900 шашек (1-й конный генерала Алексеева и 2 казачьих полка), а против него была Таманская группа красных, силою около 20 тысяч штыков и шашек.

### Левый фланг
29—30 декабря, одновременно с наступлением на Казановича, Терская группа красных, в составе 2-й и 1-й стрелковых дивизий, а также кавалерийского корпуса Кочергина и бронепоездов повела общее наступление на корпус Ляхова (10 тыс. чел., 4 бронепоезда) при сильной артиллерийской поддержке. На всем фронте корпуса Ляхова развернулись встречные бои. В направлении Владикавказской железной дороги наступление красных было остановлено бронепоездами и контратаками кубанцев Шкуро и черкесами и кабардинцами Бековича-Черкасского, но южнее большевики 2—3 января нанесли поражение Черкесской дивизии, заняли Воровсколесскую и наступали на Баталпашинск.
К 4 января положение стало критическим. Красные овладели Боргустанской, Суворовской и Бекешевской, и уже вели бой на окраине Баталпашинска, где едва держались черкесы Султана Клыч-Гирея. В случае падения Баталпашинска и отхода добровольцев на левый берег Кубани красные выходили в тыл корпусов Казановича и Врангеля.

### Правый фланг
На фронте 1-го конного корпуса красные ещё 24 декабря начали силами 4-й стрелковой дивизии и 1-й Ставропольской кавдивизии наступление от Овощи на Камбулат бригадой пехоты и кавалерии, а 27-го — всей Манычской группой (до 15 тыс.) на фронте Кистинское — Предтеча, охватывая Петровское с севера. Большевики овладели Кистинским и Винодельным и быстро продвигались на запад. Деникин попросил Врангеля вернуться на фронт. Тем временем Улагай сосредоточил войска к югу от Винодельного, после чего 29 декабря нанес 2-й Кубанской дивизией и двумя пластунскими батальонами удар во фланг наступавшим красным и отбросил 4-ю дивизию к Вознесенскому — Митрофановскому, захватив много пленных и пулемётов, и вновь овладел Винодельным, в бою за которое погиб один из лидеров ставропольских большевиков П. М. Ипатов. 1-я бригада 4-й дивизии сумела остановить наступление белых. Прибыв в Винодельное, Врангель отдал приказ генералу Станкевичу также перейти в наступление. В течение последующих трех дней Улагай нанес ряд сильных ударов по средней колонне красных у Винодельного и Дербетовского, отбросив большевиков далеко за Дивное.

## Контрудар Врангеля
Врангель предложил обойти с тыла группу красных, наступавших в районе Медведское — Шишкино, и ударить по ней. Деникин согласился с этим планом. На фронте от села Покровского до Маныча (свыше 120 километров) было оставлено всего 2—3 конных полка, весь остальной корпус (около 10 полков) двумя тяжелыми ночными маршами по невылазной ставропольской грязи был переброшен в район Петровское — Донская Балка. Отряд Станкевича и бригада Н. Г. Бабиева (Корниловский конный и стрелки полковника Чичинадзе) прикрывали левый фланг от Маныча (Киевское) до Овощи.
Сосредоточив к юго-востоку от Петровского екатеринодарцев, линейцев, лабинцев, уманцев, запорожцев и пластунов, под общим начальством произведенного в генералы Топоркова, Врангель приказал ему утром 3 января совершить бросок на Александрию и, выйдя в тыл Таманской группе красных, атаковать её в направлении Шишкино — Медведское. Наблюдать за операцией прибыл Деникин с представителями Англии и Франции генералом Пулем и капитаном Фуке.
Масса конницы (не менее 4 тыс. шашек при 10—15 орудиях), руководимая лично генералом Врангелем, нанесла внезапный стремительный удар с севера в обход правого фланга таманцев, в районе Сухой Буйволы. Атака 1-го конного корпуса, который красные считали разбросанным на громадном фронте до Маныча, был для них полной неожиданностью. Перегруппироваться они не смогли, так как наступление Врангеля развивалось стремительно, придясь во фланг и даже в тыл противнику. Общий резерв правого участка 11-й армии замитинговал и отказался выступать на фронт, а резерв, состоявший из запасных полков был небоеспособен.
Корпус Врангеля, поддержанный дивизией Покровского, действовавшей на левом фланге корпуса Казановича, занял Сухую Буйволу, Шишкино и Медведское, а части Казановича на левом фланге овладели Ореховкой и Высоцким. Части таманцев на всем фронте отходили в направлениях на Благодарное, Елизаветинское и Новосельцы. День 3 января стоил красным 1000 пленных, 65 пулемётов и 12 орудий.
В ходе преследования за два дня было взято 1—2 штаба дивизии, несколько полковых штабов, тысячи пленных и десятки орудий. Управление войсками было потеряно, так как штаб Таманской дивизии бежал на восток в Святой Крест. Части были предоставлены сами себе и, несмотря на зачастую героическое сопротивление, гибли под ударами численно более слабых, но хорошо управляемых белых войск. Через несколько дней Таманская дивизия бежала в восточном направлении на Святой Крест и Минеральные воды, превращаясь в дезорганизованную толпу.
Прорыв Врангеля отрезал действовавшую на правом фланге 4-ю стрелковую дивизию от основных сил, была потеряна связь Таманской дивизии со штабом армии. 11-я армия оказалась рассечённой на две части, одна из которых отступала на Святой Крест и Элисту, другая — на Грозный и Кизляр.

## Разгром правого боевого участка 11-й армии
Приказом Деникина 1-й армейский корпус Казановича, 1-й конный корпус и отряд генерала Станкевича объединялись в отдельную армейскую группу под начальством Врангеля. Ему ставилась задача, удерживая фронт Маныч — Петровское и развивая достигнутый 3 января успех, овладеть главной базой Таманской армии Святым Крестом и в дальнейшем, закрепившись там, действовать в тылу Минераловодской группы красных, скованной с фронта наступающими вдоль Владикавказской железной дороги частями генерала Ляхова.
Оставив в районе Камбулат — Малые Айгуры отряд полковника Бабиева в составе двух конных и стрелкового полков для прикрытия села Петровское и железной дороги на Ставрополь, Врангель направил Улагая с его 2-й кубанской и одной бригадой 1-й конной дивизии для преследования противника, отходившего на Благодарное и далее на Святой Крест.
Топоркову и Казановичу он приказал перейти в общее наступление на фронте Александровское — Новоселица и далее на юго-восток. 4 января белые начали наступление на Благодарное, которое обороняли остатки 2-й бригады Яворского. На следующий день красные стянули туда часть отступивших войск, и бросили 6-й Таманский стрелковый полк в контрнаступление на Александрию. Этих мер было недостаточно, и части Врангеля 6 января овладели Благодарным, в районе которого и был сосредоточен корпус.
Красные, пытаясь выйти из тяжелого положения, предприняли отчаянную попытку приостановить наступление Врангеля. 8 января 4-я дивизия, сосредоточив силы в районе Казгулак — Овощи, обрушилась на отряд полковника Бабиева и после тяжелого двенадцатичасового боя оттеснила его к самому Петровскому. Не имея свободных резервов, Врангель просил помощи у Деникина и ему были переданы расположенные в Ставрополе Корниловский ударный и 3-й Сводно-кубанский казачий полки.
Крузе отдал приказ 3-й дивизии перейти 9 января в контрнаступление на Благодарное при поддержке кавалерийских частей 4-й. В этот день таманцы дважды переходили в наступление, но в ходе встречных боев были опрокинуты и отступили в район Сотниковского. Связь штаба армии с 4-й дивизией была потеряна.
В результате сражения 3—9 января части 3-й Таманской дивизии были разгромлены и отброшены в разных направлениях — левофланговая бригада присоединились к 1-й дивизии, правофланговая к 4-й, а в центре правого боевого участка армии остались только разрозненные группы, пытавшиеся прикрыть брешь в 30—40 км.
К вечеру 9-го Врангель остановил наступление Манычской группы красных в семи километрах от Петровского. 10 января Бабиев, усиленный корниловцами и своднокубанцами, занял Малые Айгуры и Камбулат. Произведя перегруппировку, он через сутки ночным переходом выдвинулся к Казгулаку, где снова разбил противника и захватил более тысячи пленных. Последние, в значительном числе недавно насильно мобилизованные большевиками, сами выразили желание стать в ряды добровольцев, и в тот же день в числе пятисот человек сражались в рядах Корниловского ударного полка. Не задерживаясь в Казгулаке, полковник Бабиев в тот же день выступил к селению Овощи и к вечеру, после короткого и горячего боя, овладел последним, вновь захватив пятьсот пленных. На следующий день, 13 января, Бабиев занял село Маштак-Кулак, где и довершил разгром противника. Остатки 4-й дивизии красных бежали в степь на Элисту и Яшкуль.
11 января Северо-Кавказская советская республика, потерявшая почти всю свою территорию, была формально упразднена.

## Перемены в командовании
8 января на встрече в Торговой Деникин с П. Н. Красновым договорились объединить донские и добровольческие войска под одним командованием. Деникин становился главнокомандующим ВСЮР.
9 января Врангель был назначен командующим Добровольческой армией, однако, до выполнения поставленной его группе войск задачи, временное командование армией было поручено начальнику штаба главнокомандующего, генералу И. П. Романовскому.
Командиром 1-го конного корпуса назначался начальник 1-й кубанской дивизии, генерал Покровский, причем его дивизия включалась в состав корпуса, взамен 2-й кубанской дивизии генерала Улагая. Был назначен и новый начальник 1-й конной дивизии. По принятии Врангелем 1-го конного корпуса начальником последней стал полковник В. Г. Науменко. Он, однако, вскоре вошёл в состав Кубанского правительства, и дивизией долго временно командовал командир 1-й бригады полковник Топорков.
Теперь командиром был назначен генерал П. Н. Шатилов. Врангель поручил ему и временное командование 1-м конным корпусом, пока не вернется Покровский. Командиром 1-й кубанской дивизии был назначен генерал В. В. Крыжановский.
Большевики снова решили сменить командующего. По предложению Орджоникидзе 12 января командовать 11-й армией был назначен бывший военный комиссар Терской советской республики М. К. Левандовский. Он попытался остановить наступление противника на линии Святой Крест — Минеральные Воды — Кисловодск, но безуспешно.

## Действия корпуса Ляхова
4 января Черкесская дивизия Султана Клыч-Гирея под давлением красных оставила Баталпашинск. Ввиду критического положения, Ляхов приказал Шкуро принять командование всем правым боевым участком корпуса. В ночь с 4 на 5 января тот с небольшим отрядом вошёл в Баталпашинск, откуда черкесы уже отступили. Войсковой старшина Русанов был послан поднять восстание в станицах Усть-Джегутинской и Красногорской, чтобы ударить в тыл большевикам на станицу Бекешевскую и сорвать их наступление на Баталпашинск. 6 января красные начали наступление при сильной артиллерийской поддержке, но были атакованы восставшими кубанцами с тыла, после чего Шкуро ударил им во фронт. Красные были смяты и отброшены, 7 января была взята Бекешевская, 9-го большевики без боя очистили Воровсколесскую, Боргустанскую и Суворовскую и отступили к Ессентукам и Курсавке, где развернулись ожесточенные бои.
Шкуро пишет, что 9 января он перешёл со своим штабом в Боргустанскую, которая, так же как Бекешевская и Суворовская, являла собой печальное зрелище. В ходе боев было разрушено не менее половины домов, большевики расстреляли много казаков. Поддерживавшая советскую власть часть иногородних бежала вместе с красными, оставшихся казаки беспощадно вырезали.

## Наступление группы Врангеля
Сильно потрепанная 11-я армия, ещё состоявшая примерно из 40 тыс. человек при 50—80 орудиях, сбилась в две основные группы: в районе станция Нагутская — Кисловодск — Минеральные Воды (около 20—25 тыс.) и в районе Святого Креста (до 10 тыс.) Манычская группа (ок. 10 тыс.) пыталась облегчить положение основных сил, атаковав левый фланг белых, но Станкевич и Бабиев нанесли ей несколько поражений в долине Маныча и вытеснили в Астраханские степи.
Правый фланг Казановича овладел Грушевской, Калиновкой и Александовским, а 11 января занял район Новоселицкого. Разбитые таманцы начали отход на Святой Крест. 15 января туда перебрался штаб дивизии и город был объявлен на осадном положении. Орджоникидзе распорядился перебросить из Владикавказа для обороны Святого Креста и железной дороги на Георгиевск отряды своих союзников — ингушей, чеченцев, кабардинцев и осетин.
Малочисленность деникинских войск не позволяла им вести непрерывное наступление; после каждого решительного удара им приходилось делать перерыв и перегруппировываться, но красное командование, ещё располагавшее значительными силами, не сумело этим воспользоваться.
На 250-километровом фронте от реки Сал до Сухой Бойволы включительно Врангель имел 3 тыс. штыков и 5 тыс. сабель при 120 пулемётах и 25 орудиях; на фронте Сухая Бойвола исключительно — Минеральные воды исключительно (100 км) — 5,5 тыс. штыков и 6 тыс. сабель при 135 пулемётах и 20 орудиях; группа, действовавшая против Минвод и южнее, состояла из 2,5 тыс. штыков и 3 тыс. сабель при 25 пулемётах и 16 орудиях.
Генерал Улагай, выступив из Благодарного, 17 января после жестокого боя захватил базу Таманской армии — Святой Крест, овладев там огромными запасами. Одновременно колонна Топоркова, направленная Врангелем из состава главных сил, взяла Преображенское (к югу от города) и перерезала железнодорожную ветку Святой Крест — Георгиевская, отрезав путь бегущим на юг красным эшелонам. Теперь дорога на северо-восток была закрыта и у большевиков оставалось два пути отхода — через Владикавказ на Грузию и через Моздок и Кизляр на Астрахань.
Развернувшись на линии Александровское — Новосельцы — Преображенское, армейская группа Врангеля (13 000 штыков и шашек при 41 орудии) повела наступление на юг: 1-й армейский корпус Казановича от Александровского на Саблинское и далее на станицу Александровскую; 1-я кубанская дивизия Крыжановского от Новосельцы на Обильное; части Топоркова от Преображенской вдоль линии железной дороги на Георгиевск. Одновременно с запада генерал Ляхов продолжал теснить противника к Минеральным Водам.
18 января, на следующий день после взятия белыми Святого Креста, Левандовский отдал приказ об общем отступлении. 4-я стрелковая и 1-я кавалерийская Ставропольская дивизии отошли на северо-запад за реку Маныч, в район села Ремонтное, где действовали части 10-й армии, Элистинская пехотная дивизия и Черноярская бригада. Из-за отсутствия связи со штабом армии эти соединения по инициативе своего командования объединились в Особую армию Степного фронта.
Остатки 2-й и 3-й бригад 3-й Таманской дивизии отошли через Яшкуль и Величаевское к побережью Каспийского моря к селу Логань. Остальные части 11-й армии отступали в направлении на Прохладную, Моздок и Кизляр.

## Окончание боев за Минераловодский район
11 января 3-й армейский корпус Ляхова начал наступление на Курсавку, Ессентуки и Кисловодск. Шкуро с конным и пешим ополчением и Черкесской дивизией атаковал Ессентуки, но был встречен сильным огнём, понес большие потери и отступил. Утром 12-го он снова атаковал и после жестокого боя Ессентуки были взяты. Мост на Кисловодск казаки пытались взорвать, но неудачно, а потому на следующее утро бронепоезд красных прошёл по нему и начал обстрел станции, а затем высадил отряд, который быстро её захватил. В городе началась паника и ополченцы бросились бежать. Самому Шкуро еле удалось вырваться из города.
Терская группа красных насчитывала 17 тыс. штыков и 7 тыс. сабель, и сохраняла боеспособность, но наступление корпуса Казановича и дивизии Шатилова на Георгиевск грозило ей окружением, поэтому 15 января её части начали отступление, ведя жестокие арьергардные бои.
17—18 января Ляхов овладел Курсавкой (за месяц боев станция семь раз переходила из рук в руки). Одновременно Партизанский полк пополнения был послан обойти Ессентуки со стороны Прохладной. Опасаясь окружения, красные покинули город. 19—21 января части Шкуро, преследуя отступающих большевиков, заняли остальные города Минераловодского района.
Одновременно Шатилов атаковал Георгиевск и 21 января после упорного двухдневного боя взял город, перехватив пути отступления Минераловодской группы красных. Тем не менее, большая часть 1-й, 2-й стрелковых и конной дивизий, имевших значительное численное превосходство, вырвались из окружения и, под прикрытием конной бригады Кочубея, продолжили отступление на восток.
На совещании красного командования в Прохладной было решено отводить войска Терской группы во Владикавказ, где при поддержке союзных горцев можно было организовать оборону, но войска игнорировали этот приказ, продолжая стихийное отступление на Моздок и Кизляр.
23 января Кабардинская дивизия без особого труда взяла Нальчик, а 25-го Шкуро после горячего боя захватил Прохладненский узел, отрезав красным путь отступления на Владикавказ. Преследуя противника, войска Деникина к 27 января вышли на линию Нальчик — Прохладная — Эдессия — Правокумское — Арзгир — Дивное.

## Боевые действия в Терской области
23 января 1919 года армия Врангеля получила название Кавказской Добровольческой. В её состав вошли все войска, стоявшие на фронте от Дивного до Нальчика. Ближайшей задачей для неё было освобождение Терской области и выход к Каспийскому морю. Начальником штаба был назначен генерал Я. Д. Юзефович.
У большевиков к концу января уже не было единого фронта, оставались только разрозненные группы. Большая часть разбитой 11-й армии, числом до 20 тыс., сосредоточилась в районе Прохладной и вдоль путей от неё — часть к Владикавказу, большинство — к Моздоку. Восточнее 12-я армия занимала Грозный, Кизляр и Старотеречное, прикрывая единственный путь отступления — Астраханский тракт. В районе Владикавказа группировались крупные отряды «Северокавказской республики» и ингушские войска. Таким образом, красные имели ещё около 50 тыс. человек, правда, лишенных управления и деморализованных.
27 января Врангель, оставив для прикрытия астраханского направления и Ставропольской губернии отряд Станкевича на Маныче и дивизию Улагая у Святого Креста, отправил преследовать противника корпуса Ляхова — на Владикавказ и Грозный, и Покровского — на Моздок, Гудермес и Кизляр.
Генерал Покровский, приняв командование 1-м конным корпусом, должен был завершить разгром большевистских армий Северного Кавказа и преследовать их по единственно доступному для них пути на Кизляр и к Каспийскому морю, перехватывая в то же время все оставшиеся в долине Терека красные части.
Корпус Покровского наступал несколькими колоннами с северо-запада к Моздоку наперерез большевикам, отходившим левым берегом Терека. Утром 28 января Покровский обрушился на них на 25-километровом фронте, прижал к реке и в упорном бою, в котором со стороны красных участвовало 8 бронепоездов, разбил наголову, взяв до 10 тыс. пленных, после чего занял Моздок. Бегущие пытались переправиться на правый берег, но единственный деревянный мост рухнул и много людей, спасаясь вплавь, утонуло в Тереке.
После Моздока ещё сохранявшие боеспособность остатки 11-й и 12-й армий (пехотный полк имени Ленина, конная дивизия И. А. Кочубея) ещё раз попытались сдержать наступление Покровского у станиц Мекенской и Калиновской, чтобы дать основным силам возможность оторваться от преследования. В упорном бою 1—2 февраля Покровский снова опрокинул противника и продолжил погоню.
4 февраля в Кизляре Левандовский отдал приказ об отходе армии на Астрахань. 6 февраля Кизляр был занят Покровским, который выслал разъезды к Брянской пристани и установил у Хасавюрта связь с Терским отрядом генерала Колесникова, стоявшим в Петровске. Остатки красных армий частью рассеялись по Чечне, частью (3-4 тыс.) были настигнуты и порублены севернее Кизляра. До Астрахани добрались немногие.
По словам Врангеля, конница в ходе преследования захватила 8 бронепоездов, более 200 орудий, более 300 пулемётов и свыше 31 000 пленных.
Красная армия Северного Кавказа, за исключением частей, ещё оставшихся в долине Сунжи и в Чечне, прекратила своё существование, но в её отступавших частях свирепствовала эпидемия сыпного тифа, которая перекинулась и на войска добровольцев.

При отсутствии порядка и правильно организованной медицинской помощи эпидемия приняла неслыханные размеры. За переполнением больниц тифозные заполняли дома, вокзалы, стоявшие на запасных путях вагоны. Умершие в течение нескольких дней оставались среди больных. Лишенные ухода, предоставленные самим себе, больные в поисках за пропитанием бродили до последней возможности по улицам города, многие, потеряв сознание, падали тут же на тротуары. Я привлек к работе все местные и имевшиеся ранее в моем распоряжении медицинские силы. Приказал очистить от больных и продезинфицировать вокзалы и вагоны, открыл ряд новых лазаретов и госпиталей, использовав пакгаузы, кинематографы и т. п.— Врангель П. Н. Воспоминания, с. 134
Получив известие о занятии передовыми частями Кизляра, Врангель выехал к генералу Покровскому, чтобы поблагодарить войска.

Начиная от Моздока до станиц Наурской, Мекенской и Калиновской, на протяжении 65 верст, весь путь вдоль железной дороги был сплошь забит брошенной артиллерией и обозами, вперемешку с конскими и людскими трупами. Огромные толпы пленных тянулись на запад по обочинам дороги. В изодранных шинелях, босые, с изможденными землистого цвета лицами, медленно брели тысячные толпы людей. Пленных почти не охраняли, два казака гнали две-три тысячи. Партии пленных, в значительном числе состоявших из больных, оставляли за собой большое количество отсталых. Выбившись из сил, больные люди падали тут же на грязной дороге и оставались лежать, безропотно ожидая смерти, другие пытались ещё искать спасения, подымались и шли далее, шатаясь и падая, пока, окончательно выбившись из сил, не теряли сознание. Двое таких несчастных, перейдя предел человеческих страданий, бросились под колеса нашего поезда.— Врангель П. Н. Воспоминания, с. 136—137

На одном из разъездов нам показали поезд мертвецов. Длинный ряд вагонов санитарного поезда был сплошь наполнен умершими. Во всем поезде не оказалось ни одного живого человека. В одном из вагонов лежали несколько мертвых врачей и сестер. По приказанию генерала Покровского особые отряды производили очистку железнодорожных зданий от больных и трупов.— Врангель П. Н. Воспоминания, с. 137
Сбежавшееся из соседних деревень население растаскивало содержимое брошенных эшелонов.

Один из составов, вероятно от неосторожности, загорелся. Находившиеся в некоторых вагонах артиллерийские грузы взорвались. Чернел длинный ряд обгорелых вагонов и на значительном пространстве кругом разбросаны были обезображенные трупы, среди них много женщин и детей.— Врангель П. Н. Воспоминания, с. 139
Врангель приказал Покровскому остаться с частью войск в Кизлярском отделе, поскольку считал, что для преследования отступавших к морю красных хватит и одной дивизии, а прочие силы направил под командой генерала Шатилова на юг к устью реки Сунжи и Грозному, чтобы перехватить отступающую от Владикавказа 12-ю армию красных. Ввиду особой задачи, возложенной на Шатилова, его дивизия в оперативном отношении была напрямую подчинена Врангелю.
Тем временем Ляхов, оставив часть сил для обеспечения Прохладненского узла, двинул части Шкуро и Геймана обоими берегами Терека к Владикавказу, а Черкесскую дивизию генерала Султана Клыч-Гирея — в долину Сунжи на Грозный.
Пройдя до Ахлово, черкесы наткнулись на хорошо вооруженный двухтысячный ингушский конный отряд, который прикрыл отступление большевиков и отказался пропустить белых до решения ингушского Национального совета, заседавшего в Назрани. Султан Клыч-Гирей вступил в бой с ингушами, но потерпел поражение и, не рассчитывая пробиться, свернул кружным путём на станицу Слепцовскую и взял её с боем. Однако, в результате он оказался зажат между ингушами и большевиками.
Ляхов направил крупные части из своего резерва в Прохладной для усмирения непокорных аулов и предъявил ингушам ультимативное требование сдать оружие, очистить Владикавказ и окрестные селения, вернуть захваченные терские станицы. Ингуши затягивали переговоры и наступление черкесской дивизии на Грозный задержалось.

## Взятие Грозного
Взятие Грозного становилось крайне важным для белых. Во-первых, ими были получены сведения, что на Грозный двигаются, якобы под командой английских офицеров, какие-то дагестанские формирования, и, во-вторых, туда же направились красные части, отходившие из района Владикавказа.
Сосредоточив дивизию у станицы Червленной, Шатилов выступил на Грозный.

По пути были два селения: чеченский аул и казачья станица, — оба были разрушены, не осталось камня на камне. Вообще, во всем районе между Тереком и Сунжей, где терские станицы вклинивались в чеченские аулы, они были совершенно уничтожены. В ответ на это терские казаки уничтожали чеченские селения, окруженные станицами. Ни одного жителя в этих прежде населенных пунктах не осталось. Одни были убиты, другие бежали и укрылись у соседей. Между чеченцами и казаками, казалось, возобновилась борьба времен покорения Кавказа. Чеченцы то соединялись с большевиками, чтобы вместе с ними нападать на казаков, то действовали против красных, но избегали сотрудничества с казаками.— Шатилов П. Н. В Добровольческой армии // Второй Кубанский поход и освобождение Северного Кавказа. М., 2002. с. 317—318
Грозный занимали значительные силы красных. Перебежчики вдобавок сообщили, что вокруг города установлен на изоляторах провод, по которому пущен ток высокого напряжения. Шатилов повел наступление, охватывая город с двух сторон. По его словам, не было возможности применить конницу, так как красные не выходили в поле, опасаясь погибнуть от прикосновения к пресловутому проводу. Однако белые легко разорвали проволоку в нескольких местах точными попаданиями снарядов, после чего атаковали город, взятый после жестокого двухдневного боя 4—5 февраля. Особенное упорство при защите Грозного проявила сотня бойцов из китайского отряда Терской ЧК, которым командовал знаменитый предводитель наемников Пау Тисан. Только двоим китайцам удалось уйти живыми и укрыться в Чечне. Часть красных отошла за Сунжу, другая отступила на запад долиной Сунжи навстречу красным, отходившим из Владикавказа.
Грозный в начале 1919 г. выглядел следующим образом:

Уже с подходом к Грозному мы видели за ним на высотах громадное пламя и высокое облако чёрного дыма. Это горела часть нефтяных промыслов. По неосторожности ли, или здесь был умысел, но ещё за несколько месяцев до нашего прихода начались эти пожары. Попытки большевиков потушить пожар не удались. Огонь от горевших газов и разливающейся нефти достигал такой силы, что в Грозном ночью было совсем светло. Огонь то увеличивался, то уменьшался, но сила его всегда оставалась достаточной для яркого освещения большой площади около промыслов.— Шатилов П. Н. В Добровольческой армии // Второй Кубанский поход и освобождение Северного Кавказа. М., 2002. с. 318
На самом деле внешние нефтяные промыслы Грозного были подожжены ещё в конце 1917 чеченцами, после неудачной попытки захватить город. Красные за время своего нахождения в городе так и не смогли их потушить. Войска Деникина смогли это сделать только в мае.

## Взятие Владикавказа и усмирение Осетии и Ингушетии
23 января 3-й армейский корпус был расформирован, а вместо него создано управление Главноначальствующего и командующего войсками Терско-Дагестанского края, на каковую должность назначался В. П. Ляхов.
Одновременно с наступлением конницы Шатилова на Грозный дивизия Шкуро и пластуны генерала Геймана двигались на Владикавказ.
Перед Шкуро стояла задача усмирить Осетию и Ингушетию. В Осетии существовало сильное пробольшевистское движение т. н. керминистов (членов организации «Кермен»), а ингуши, по причине вражды с терскими казаками, почти целиком стояли за большевиков. Шкуро пытался решить дело миром, предлагая после взятия Владикавказа созвать туда ингушских представителей для переговоров. Керминистам предложил очистить село Христианское и уйти в горы, угрожая прибегнуть к репрессалиям. Те отказались. Христианское было их центром, укрепленным и оборонявшимся двухтысячным гарнизоном.
В конце января Шкуро атаковал Христианское, но был отбит. Тогда он подверг село двухдневному обстрелу, после чего взял штурмом, понеся значительные потери.
Преодолев сопротивление противника на линии Ардон — Эльхотово, Шкуро и Гейман к 1 февраля подошли к станции Беслан, и в двухдневном бою опрокинули силы красных, в беспорядке отступивших к Владикавказу. Чтобы атаковать город, нужно было сначала овладеть осетинским селением Муртазово, занятым красными ингушами, а также молоканской и большевистской Курской слободой Молокане активно поддерживали большевиков, вместе с ингушами грабили город и даже участвовали в расстрелах.
3 февраля Шкуро ворвался в заречную часть города, заняв кадетский корпус, 6-го в его руках было северное предместье Курская слобода, а южнее города захвачена Лысая гора и тем самым отрезан путь отступления по Военно-Грузинской дороге. Многие комиссары и совдепы кавказских городов, впрочем, успели бежать в Грузию в самом начале осады.
Город упорно оборонялся силами Владикавказского полка, дружиной самообороны, отрядами коммунистов и ингушами. У оборонявшихся были сильная артиллерия и броневики. Город обороняли 1-й и 2-й Владикавказские пехотные полки, Красный полк, 1-й и 2-й Коммунистические отряды, батальон Грозненского полка, отряды самообороны из рабочих города — всего около 3 тыс. бойцов. Командующим обороной города был П. Агниев. Красные упорно оборонялись, временами переходя в контратаки. Части Геймана, наступавшие с севера, находились под ударом с фланга и тыла со стороны ингушских аулов, где население поголовно встало на сторону большевиков. Чтобы обеспечить это направление потребовалось шесть дней упорной борьбы и ряд последовательных ударов по ингушским аулам, где местные отряды совместно с частями РККА отчаянно защищали каждую саклю.
В отчете 23 февраля 1919 генерал Ляхов сообщал:

Сопротивление ингушей упорное и прямо непонятное. При четырёх пулях четвертую противник пускает в висок. С ними есть офицеры, красноармейцы, матросы, муллы.— Мартиросиан Г. К. История Ингушии. Орджоникидзе, 1933. с. 253.
Чтобы подстегнуть рвение своих ингушских союзников, 4 февраля Орджоникидзе объявил о создании особой Горской советской республики.
Задачей Геймана было после занятия ряда аулов взять центр Ингушетии — Назрань. Задача оказалась сложной, так как ингуши защищались отчаянно и взятие каждого аула и хутора стоило немалой крови. Шкуро взял Муртазово после чрезвычайно упорного и кровопролитного боя. В дальнейшем, однако, ему удалось убедить ингушей в бессмысленности сопротивления. 9 февраля ингушский Национальный совет капитулировал, сдав Назрань и приняв все условия добровольцев, а 10-го, после 10-часового уличного боя, был взят Владикавказ.
Одновременно с атаками на город белые перерезали дорогу из Владикавказа на Базоркино, где находились Орджоникидзе и штаб командующего вооруженными силами Терской области Н. Ф. Гикало. Ингушский и Кабардинский отряды предприняли атаку против белых, но восстановить связь с городом не смогли.
11 февраля красные отступили из Владикавказа в Грузию. Шкуро бросил конницу в преследование. По его словам, не зная, где проходит граница, «казаки вторглись в Грузию верст на 40 и изрубили множество большевиков. Грузинское „храброе воинство“ также бросилось бежать от казаков без оглядки».
Остальные силы Красной армии во главе с Орджоникидзе, Гикало и А. З. Дьяковым ушли в горную Ингушетию.
Тем временем жители Владикавказа и осетины начали сводить счеты с молоканами. Ввиду того, что этот пример разлагающе действовал на войска, Шкуро навел порядок, а части вывел из города, запретив там появляться без разрешения даже офицерам. Затем Шкуро поехал на бронепоезде в Назрань, где встретился с представителями ингушей. Те обещали не воевать с белыми, а Шкуро обещал в будущем собрать съезд, чтобы решить их конфликт с терцами
В целях устрашения своих противников и сторонников советской власти белое командование применило репрессии. Ингушские селения Долаково и Кантышево, первыми оказавшие сопротивление белым, были сровнены с землей. Та же участь ожидала Базоркино, но затем было решено ограничиться взиманием большой контрибуции.
По некоторым данным, люди Шкуро закопали во Владикавказе во дворе кадетского корпуса и рядом с ним до 17 тыс. тифозных красноармейцев, причем некоторую часть из них «почти живыми».

## Разгром последних красных отрядов в долине Сунжи
В последующие дни войска производили очищение окрестностей Владикавказа и плоскостных ингушских аулов, где ещё держались части 12-й армии, действовавшие в Сунженском отделе. Прижатые к Кавказскому хребту в Сунженской долине между Владикавказом и Грозным красные пытались прорваться к морю долиной реки Сунжи. В Грузию бежало более трех тыс. человек, которых, по настоянию Деникина перед английским командованием, грузинское правительство обязалось интернировать в Мцхете (но так этого и не сделало).
Не пробыв и дня в Грозном, Шатилов выступил с дивизией вдоль железной дороги по долине Сунжи. Ему удалось перехватить отступавших большевиков.
С первыми частями красных Шатилов столкнулся у станицы Самашкинской. Опрокинув их конной атакой, дивизия двинулась дальше и встретила сильное сопротивление у Михайловской. Большевики имели сильную артиллерию и несколько бронепоездов, которые выдвигались вперед и наносили белым значительные потери. Большевики отчаянно пытались пробиться через Грозный к Каспию. Они несколько раз переходили в наступление, но Шатилов неизменно отбрасывал их конными атаками, которых они не выдерживали.
Холмистая местность позволила скрытно направить Уманский полк в обход Михайловской с севера. Когда по расчетам обходная колонна уманцев должна была подойти к железнодорожному полотну, Шатилов повел остальные три полка в атаку и совместно с уманцами полностью разгромил большевиков, отобрав у них всю артиллерию, 7 бронепоездов и захватив около 10 тысяч пленных. Остатки советского отряда бросились через Сунжу в Чечню, которая их приняла, вероятно, в благодарность за помощь, оказанную красными во время борьбы чеченцев с казаками. Путь на Владикавказ был открыт и остаток Владикавказской группы красных ликвидирован.
13 февраля 11-я армия была формально расформирована и её остатки включены в состав 12-й армии.

## Итоги
К февралю 1919 войска Деникина заняли территорию Северного Кавказа, обеспечив себе более или менее прочный тыл для последующих наступательных действий. Неподконтрольными белым оставались только Чечня, где укрылось большевистское руководство во главе с Орджоникидзе, и Дагестан, где с 1918 года продолжалась чехарда сменявших друг друга правительств и военных диктатур. Также продолжался вялотекущий пограничный конфликт с Грузией, завершить который в пользу России мешало только противодействие англичан. Плоскостную Чечню Деникин подчинил в ходе быстрой и жестокой карательной операции в марте — апреле, но для овладения горными районами не было ни лишних сил, ни времени. Дагестан был занят мирным путём в мае, при этом глава местного военного режима генерал М. М. Халилов был назначен Деникиным правителем автономного Дагестана.
При этом общие результаты кампании на Северном Кавказе были скорее не в пользу белых.
Несмотря на то, что Северокавказский театр находился в 1918 на периферии Гражданской войны, происходившие там события оказали влияние на исход всей войны. Ценой своей гибели 11-я армия надолго задержала продвижение войск Деникина, что не позволило белым подойти к Царицыну и Астрахани до того как рухнул Донской фронт и началось наступление Украинского фронта Красной армии. Закончив кампанию на Северном Кавказе вместо октября — ноября 1918 лишь в конце января — начале февраля 1919, Деникин был вынужден отказаться от наступления вверх по Волге и спешно перебрасывал свои немногочисленные войска для поддержки Донской армии и обороны Донбасса. Оказалось невозможным поддержать готовившееся в то время наступление Колчака ударом с юга вдоль берега Волги во фланг красного Восточного фронта. Встреча Колчака и Деникина в Саратове так и не состоялась.
В области тактики кампания на Северном Кавказе показала возможности использования крупных масс конницы в условиях русской гражданской войны. Значительная протяженность фронтов, слабо насыщенных войсками, открывала возможности для манёвра, охватов, прорывов фронта на стыках армейских групп силами кавалерии. Сильное впечатление на красных производил врангелевский прием конной атаки в сомкнутом строю, рассыпавшемся только перед самым шашечным ударом. Именно превосходство в коннице позволило войскам Деникина переломить неблагоприятный для них ход кампании и добиться победы. К сожалению для белых, Деникин и в дальнейшем полагался на казаков и не озаботился созданием крупных подразделений регулярной кавалерии (в отличие от большевиков, создавших таковые).

## Комментарии
1. ↑  Бригада генерала Н. С. Тимановского (Марковский и Кубанский стрелковый полки), конный отряд генерала Колосовского (1-й конный офицерский генерала Алексеева полк и «Марковский» конный дивизион)
2. ↑  Манычская группа — 20 тыс. штыков и сабель
3. ↑  3-я Таманская стрелковая дивизия — 24 456 штыков, 2359 сабель, 338 пулеметов и 66 орудий, и конная дивизия — 2510 сабель
4. ↑  9-я колонна, бригада Кочубея, войска Георгиевского участка под командованием А. П. Сапожникова и войска Свято-Крестовского участка
5. ↑  3-я Таманская дивизия (24 456 штыков, 2359 сабель, 338 пулеметов и 66 орудий) и часть кавалерийского корпуса Кочергина (Сухоруков, с. 168)
6. ↑  8 129 штыков, 58 пулеметов и 15 орудий (Сухоруков, с. 168)
7. ↑  7 089 штыков, 3921 сабля, 130 пулеметов и 35 орудий (Сухоруков, с. 168)
8. ↑  1-я (1252 сабли, 36 пулеметов) и 2-я кавдивизии (1258 сабель, 34 пулемета) (Сухоруков, с. 168)
9. ↑  8 129 штыков, 58 пулеметов и 15 орудий (Сухоруков, с. 168)
10. ↑  1860 сабель (Сухоруков, с. 168)
11. ↑  3-я Кубанская стрелковая бригада
12. ↑  В отсутствие Покровского дивизией временно командовал генерал Крыжановский
13. ↑  Это оказалось пустым слухом
14. ↑  Этот метод обороны, «наводивший ужас на чеченцев», жители применяли ещё в конце 1917 против чеченцев, пытавшихся захватить город (Коренев, с. 78)
15. ↑  Чем заслужили у некоторых[кто?] западных историков прозвище «ландскнехтов большевизма». При этом между ингушами и большевиками в это время существовал скорее тактический союз, в котором красные, не имевшие достаточных сил, были, видимо, младшими партнерами.
16. ↑  До тысячи человек. (Вайнахи… с. 395).